# Gersim
Gersim Impex este o companie de distribuție de telefoane mobile din România, înființată în anul 2002.
Compania vinde terminale GSM către magazinele partenere Orange, Vodafone, Cosmote și RCS&RDS și în magazinele specializate din retail-ul clasic și online.
Compania este distribuitor oficial al Samsung, LG Electronics și Alcatel-Lucent.